# Monmu
Monmu (683 – 15 giugno 707) è stato il 42º imperatore del Giappone, nipote degli imperatori Tenmu e Jitō, figlio del principe Kusakabe e della principessa Ahe (che divenne l'imperatrice Genmei).

## Biografia
Il suo nome alla nascita fu Karu no miko (軽皇子, principe Karu).
Quando il padre, principe ereditario Kusakabe, morì, Monmu aveva sei anni. Salì al trono nel 697 e durante il suo regno fu pubblicato nel 701 il codice Taihō, un insieme di leggi che, con le successive revisioni, sarebbero state alla base del diritto penale e del diritto amministrativo giapponese fino al XIX secolo.
Regnò fino il 15 giugno 707, quando morì di malattia. Sua madre Ahe gli succedette sul trono. Lasciò un figlio avuto da Fujiwara no Miyako, figlia di Fujiwara no Fuhito: Obito no miko (principe Obito), che divenne l'imperatore Shōmu.